# Північно-Кавказький федеральний університет
Північно-Кавказький федеральний університет (рос. Северо-Кавказский федеральный университет) — класичний заклад вищої освіти та науково-дослідницький центр в російському Ставрополі, заснований у 2012 році.
Член Асоціації класичних університетів Росії.

## Історія
У 1930 році створений Ставропольський агропедагогічний інститут, який впродовж своєї історії рефорганізовувався на:
- Ставропольський державний педагогічний інститут (1932);
- Ставропольський державний педагогічний університет (1993);
- в результаті об'єднання з філією Московської державної юридичної академії — Ставропольський державний університет (1996).

2 червня 1971 року створений Ставропольський політехнічний інститут , який реорганізовувався на:
- Ставропольський державний технічний університет (1994);
- Північно-Кавказький державний технічний університет (1999).

У 1999 році указом голови уряду РФ Володимира Путіна створений П'ятигорський державний гуманітарно-технологічний університет.
23 січня 2010 року на нараді в П'ятигорську Голова Уряду РФ заявив про створення Північно-Кавказького федерального університету. Академічна спільнота Кабардино-Балкарії направила звернення представнику уряду в Північно-Кавказькому федеральному окрузі проханням передбачити участь університетів національних республік у створенні Північно-Кавказького федерального університету.
Згідно Указу Президента РФ від 18 липня 2011 року № 958 та розпорядженням Уряду РФ від 22 лютого 2012 року №226-р у Північно-Кавказькому федеральному окрузі створено Північно-Кавказький федеральний університет.
Новий федеральний університет організований на базі 3 найбільших навчальних закладів регіону — Північно-Кавказького державного технічного університету, Ставропольського державного університету, П'ятигорського державного гуманітарно-технологічного університету.
До 2021 року університет повинен стати найбільшим освітнім закладом вищої професійної освіти Північно-Кавказького федерального округу.

## Структура

### Інститути
- Гуманітарний інститут
- Інженерний інститут
- Інститут математики та природничих наук
- Інститут живих систем
- Інститут інформаційних технологій і телекомунікацій
- Інститут нафти і газу
- Інститут економіки і управління
- Інститут освіти і соціальних наук
- Юридичний інститут

### Філії
- Невинномиський технологічний інститут (Невинномиськ)
- Інститут сервісу, туризму і дизайну ПКФУ (П'ятигорськ).